# Вартиайнен, Йенни
Йенни Мари Вартиайнен (фин. Jenni Mari Vartiainen; род. 20 марта 1983, Куопио) — финская поп-певица.
Стала известна в 2002 году благодаря финскому конкурсу «стань звездой», в результате которого возникла группа «Gimmel». Группа успела выпустить два студийных альбома и распалась в 2004 году. После этого певица начала сольную карьеру.
Первый её альбом «Ihmisten edessä» (рус. «У всех на виду») вышел в 2007 году. Альбом был продан в количестве 65 тысяч экземпляров.
Второй альбом «Seili» вышел в 2010 году. Его продажи достигли 150 тысяч экземпляров.
Третий альбом «Terra» был выпущен 2013 году.
Певица многократно в разных номинациях награждалась финской музыкальной премией Эмма (фин. Emma-gaala).
В 2017 году была глашатаем от Финляндии на песенном конкурсе Евровидение, проводившемся в Киеве.

## Личная жизнь
Была замужем за продюсером Юккой Иммоненом (англ. Jukka Immonen), но в 2014 году пара распалась.